# Licență software
Licența software este un  act (de obicei un contract) care precizează drepturile unui utilizator în a folosi sau a redistribui un program de calculator (software). Orice software se află sub incidența drepturilor de autor, cu excepția materialului aflat în Domeniul public (public domain). Confidențialitatea contractuală este un alt mod de a proteja programele. O licență software tipică oferă unui utilizator final dreptul de a utiliza una sau mai multe copii ale unui program, într-un mod care, altfel, ar constitui o încălcare a drepturilor exclusive ale deținătorului programului, conform legii drepturilor de autor.
O licență liberă, „cu sursă deschisă”, permite ca programul să poată fi studiat (codul-sursă să poată fi inspectat), modificat și redistribuit în mod liber. Unele licențe libere, cum ar fi Licența Publică Generală GNU permit ca programul și/sau derivatele sale să poată fi comercializate.

## Software liber și cu sursă deschisă
Vezi articolele:
- Software liber
- Software cu sursă deschisă